# Maria van Molina
Maria van Molina ook bekend als María Alfonso Téllez de Meneses (circa 1265 - Valladolid, 1 juli 1321) was van 1284 tot 1295 koningin-gemalin van Castilië en León. Ze behoorde tot het huis Ivrea.

## Levensloop
Maria was de dochter van heer Alfons van Molina, zoon van koning Alfons IX van León, en diens derde echtgenote Mayor Alfonso de Meneses, vrouwe van Meneses. 
In 1282 huwde ze met haar neef in de tweede graad, koning Sancho IV van Castilië (1258-1295). In 1284 volgde Sancho IV zijn vader Alfons X op als koning van Castilië en León en werd Maria koningin-gemalin van beide koninkrijken. Beiden werden ze gekroond in de kathedraal van Toledo.
In 1295 stierf Sancho IV, waarna hij werd opgevolgd door zijn oudste zoon Ferdinand IV. Omdat Ferdinand IV nog minderjarig was, nam Maria het regentschap van haar zoon op, dat ze moest delen met Sancho's oom Hendrik de Senator, een jongere broer van Alfons X. Ferdinands regering werd betwist door een coalitie die samengesteld was uit zijn oom Jan, zijn neven Alfons en Ferdinand de la Cerda, de zonen van Alfons X' oudste zoon Ferdinand de la Cerda, koning Jacobus II van Aragón en koning Dionysius van Portugal.
Door huwelijksallianties, territoriale giften en een sluwe politiek kon Maria haar zoon Ferdinand naar de overwinning leiden, hoewel het niet gemakkelijk was. Maria stelde haar eigen coalitie samen, waarbij ze op de Castiliaanse Cortes rekende om haar autoriteit te bevestigen, en speelde de machtige Hara-familieclan uit tegen de Lara-clan, die de oppositie tegen Ferdinand steunde. De burgeroorlog duurde verschillende jaren en Maria's mederegent Hendrik was niet echt een verdediger van Ferdinands zaak. 
Rond 1300 begon de alliantie tegen Ferdinand af te brokken toen een van zijn belangrijkste opponenten, Juan Núñez de Lara, gevangengenomen werd en zich met de jonge koning verzoende. Portugal werd opnieuw loyaal aan Ferdinand toen beloofd werd dat er huwelijk zou komen tussen prinses Constance van Portugal en de jonge Castiliaanse koning. De overwinning van Maria en Ferdinand leek bezegeld toen ze in 1301 een pauselijke bul ontving waarin haar huwelijk en kinderen eindelijk erkend werden, waarna Ferdinand zelfstandig begon te regeren. Uiteindelijk steunde enkel het koninkrijk Aragón nog de claims van Alfons en Ferdinand de la Cerda, totdat Castilië en Aragón enkele jaren later een vredesverdrag sloten. 
In 1312 stierf Ferdinand IV, waarna hij als koning van Castilië en León opgevolgd werd door zijn zoon Alfons XI. Omdat Alfons nog minderjarig was, nam Maria het regentschap op van haar kleinzoon. Ze bleef regentes tot aan haar overlijden in 1321. Maria werd bijgezet in het klooster van Santa María la Real de las Huelgas in Valladolid

## Nakomelingen
Maria en haar echtgenoot Sancho IV kregen zeven kinderen:
- Isabella (1283-1328), huwde in 1291 met koning Jacobus II van Aragón en nadien in 1310 met hertog Jan III van Bretagne
- Ferdinand IV (1285-1312), koning van Castilië en León
- Alfons (1286-1291)
- Hendrik (1288-1299)
- Peter (1290-1319), heer van Cameros, huwde met Maria, dochter van Jacobus II van Aragón
- Filips (1292-1327), heer van Cabrera en Ribera, huwde met zijn Margaretha, dochter van Ferdinand de la Cerda, infant van Castilië
- Beatrix (1293-1359), huwde in 1309 met koning Alfons IV van Portugal